# Exocentrus euchromus
Exocentrus euchromus là một loài bọ cánh cứng trong họ Cerambycidae.